# Košická futbalová aréna
La Košická futbalová aréna (souvent abrégé en KFA) est un stade situé dans la ville de Košice en Slovaquie. Ouvert en 2022, ce stade est utilisé par le FC Košice. Sa capacité est de 12 555 places.

## Histoire

### Construction
Le stade a remplacé l'ancien stade Všešportový areál, démoli en 2011. La construction est divisée en trois phases. La première phase a débuté en 2018 et s'est terminée en 2021 avec deux tribunes et une capacité de 5 836 places. La deuxième phase a commencé en 2021 et devait s'achever en 2023. Elle a permis d'étendre la capacité du stade à 12 658 places, grâce à l'ajout de deux tribunes supplémentaires, et d'ajouter des commodités supplémentaires pour les spectateurs et les joueurs. La troisième phase, dont les travaux n'ont pas encore commencé à ce jour, devrait porter la capacité totale du stade à environ 20 000 places. Cette phase finale vise à compléter le stade pour en faire une des installations sportives majeures de la région. Le stade possède la norme 4 étoiles de l'UEFA.
Les deuxième et troisième phases, avec deux tribunes supplémentaires, devaient être achevées en 2022 et porteraient la capacité totale du terrain à 12 658 places et l'aideraient à atteindre la norme 4 étoiles de l'UEFA. La construction a coûté 22,42 millions d'euros. La ville de Košice a fourni 13,5 millions d'euros, le gouvernement slovaque a fourni 4 millions d'euros, et le reste a été fourni par d'autres acteurs divers et variés,.

### Inauguration
En 2022, le FC Košice, alors pensionnaire de 2. Liga, dispute le premier match dans l'enceinte de la KFA lors d'un match amical à huis clos contre le FK Slavoj Trebišov (en), où les Cassoviens s'imposent deux buts à zéro.
Le SK Dnipro-1, club ukrainien, a disputé ses cinq matches de qualification de la Ligue Europa et de la Ligue Conférence dans la KFA, lors de la saison 2022-2023, en raison des réglementations de l'UEFA liées à l'invasion russe de l'Ukraine,. En vue des qualifications pour la Ligue Europa 2024-2025, le club ukrainien de Kryvbass Kryvy Rih a dû déplacer un de ses matchs à domicile à la Košická futbalová aréna pour les mêmes raisons que son homologue Dnipro-1.

### Premiers matchs internationaux
En janvier 2023, l'UEFA a accordé à la Slovaquie le droit d'accueillir le championnat d'Europe de football espoirs 2025, et la KFA est l'un des huit choisis pour accueillir le tournoi.
Le 12 octobre 2023, l'Équipe de Slovaquie espoirs joue un match amical contre Équipe de Pologne espoirs dans l'enceinte de la Košická futbalová aréna, qui se solde sur le score de 2-2.
Le 9 septembre 2024, la KFA accueilli son premier match international de l'Équipe de Slovaquie de football, contre l'Azerbaïdjan dans le cadre de la Ligue des nations de l'UEFA 2024-2025, où la Slovaquie s'est imposée 2 buts à 0.
Du 11 au 28 juin 2025, la Košická futbalová aréna accueille 4 matchs du championnat d'Europe de football espoirs 2025, dont 3 matchs de la poule D : le match Finlande-Pays-Bas se soldant sur un match nul 2-2, le match Finlande-Ukraine remporté 2-0 par l'Ukraine et la rencontre Danemark-Finlande se finissant sur un match nul 2-2, ainsi que la 2e demi-finale opposant la France et l'Allemagne, où l'Allemagne s'est qualifiée pour la finale en l'emportant 3-0.

## Évènements

### Frise chronologique
| Évènement                                            | Domicile      | Résultat | Adversaire              | Date             | Compétition                           | Affluence |
| ---------------------------------------------------- | ------------- | -------- | ----------------------- | ---------------- | ------------------------------------- | --------- |
| Premier match                                        | FC Košice     | 2 - 0    | FK Slavoj Trebišov (en) | 12 février 2022  | Match amical                          | Huis clos |
| Premier match de championnat                         | FC Košice     | 4 - 0    | FC Rohožník (en)        | 25 février 2022  | 2. Liga                               | 1 289     |
| Premier match de qualification pour la Ligue Europa  | SK Dnipro-1   | 1 - 2    | AEK Larnaca             | 18 août 2022     | Ligue Europa 2022-2023                | 3 450     |
| Premier match de poule de Ligue Conférence           | SK Dnipro-1   | 0 - 1    | AZ Alkmaar              | 8 septembre 2022 | Ligue Europa Conférence 2022-2023     | 3 347     |
| Premier match avec la VAR disponible                 | SK Dnipro-1   | 0 - 0    | AEK Larnaca             | 23 février 2023  | Ligue Europa Conférence 2022-2023     | 3 527     |
| Premier match en Niké Liga                           | FC Košice     | 0 - 0    | ŠK Slovan Bratislava    | 29 juillet 2023  | Niké Liga                             | 2 497     |
| Premier match de l'Équipe de Slovaquie espoirs       | Slovaquie U21 | 2 - 2    | Pologne U21             | 12 octobre 2023  | Match amical                          | 5 836     |
| Match de cérémonie pour l'ouverture de la KFA        | FC Košice     | 1 - 1    | AS Roma                 | 22 juin 2024     | Match amical                          | 12 050    |
| Premier match international de l'Équipe de Slovaquie | Slovaquie     | 2 - 0    | Azerbaïdjan             | 9 septembre 2024 | Ligue des nations de l'UEFA 2024-2025 | 11 435    |

### Matchs internationaux
| Date             | Match                   | Score | Compétition                           | Affluence |
| ---------------- | ----------------------- | ----- | ------------------------------------- | --------- |
| 9 septembre 2024 | Slovaquie - Azerbaïdjan | 2 - 0 | Ligue des nations de l'UEFA 2024-2025 | 11 435    |